# محوطه پیره سحران
محوطه پیره سحران مربوط به دوره اشکانیان است و در شهرستان اردبیل، بخش مرکزی، دهستان شرقی، روستای پیره سحران واقع شده و این اثر در تاریخ ۱۸ اسفند ۱۳۸۷ با شمارهٔ ثبت ۲۴۹۳۳ به‌عنوان یکی از آثار ملی ایران به ثبت رسیده است.